# Концепт (лингвистика)
Концепт является ключевым понятием теории концептуальной лингвистики. В зависимости от аспекта и методов изучения концепта, в зависимости от рассматриваемых способов репрезентации концептуальных смыслов выделяют разные направления изучения концептуальных структур.
Логическое направление предполагает изучение концепта как логической единицы языка, общего для всех понятия. Концепты, познавательный характер которых ограничивается мышлением, изучаются целым рядом современных исследователей, работающих с материалом естественного языка.
Когнитивное направление — в рамках которого рассматриваются основные вопросы концептуализации и категоризации, природа и структура концепта, типы концептов, способы представления знаний и т.п.
Когнитивно-дискурсивное направление. Учёные-когнитивисты в рамках данного направления рассматривают структуры представления знаний с точки зрения когнитивно-дискурсивного подхода. При этом под дискурсом понимается «текст, погружённый в ситуацию общения». Дискурс не ограничивается рамками собственно текста, а включает также социальный контекст коммуникации, характеризующий её участников, процессы продуцирования и восприятия речи с учетом фоновых знаний".